# Ceraclea latahensis
Ceraclea latahensis là một loài Trichoptera trong họ Leptoceridae. Chúng phân bố ở miền Tân bắc.